# Airaphilus elongatus
Airaphilus elongatus es una especie de coleóptero de la familia Silvanidae.

## Distribución geográfica
Habita en Europa y en el norte de Asia.